# Mohamed Tindouft
Mohamed Tindouft (arabisch محمد تندوفت, * 12. März 1993 in Azilal) ist ein marokkanischer Leichtathlet, der sich auf den Hindernislauf spezialisiert hat.

## Sportliche Laufbahn
Erste internationale Erfahrungen sammelte Mohamed Tindouft bei den Crosslauf-Weltmeisterschaften 2017 in Kampala, bei denen er in der Mixed-Staffel nach 24:02 min auf den fünften Platz gelangte. Anschließend siegte er im Hindernislauf in 8:26,26 min bei den Islamic Solidarity Games in Baku sowie bei den Spielen der Frankophonie in Abidjan in 8:44,69 min. Er qualifizierte sich auch für die Weltmeisterschaften in London, bei denen er mit 8:40,99 min in der Vorrunde ausschied. Im Jahr darauf gelangte er bei den Mittelmeerspielen in Tarragona nicht ins Ziel und belegte anschließend bei den Afrikameisterschaften in Asaba in 8:44,12 min den achten Platz. 2019 gewann er bei den Arabischen Meisterschaften in Kairo in 8:44,51 min die Bronzemedaille hinter dem Bahrainer John Koech und Salem Mohamed Attiaallah aus Ägypten. Bei den Afrikaspielen in Rabat gelangte er nach 8:33,30 min auf Rang sechs und konnte im Anschluss bei den Weltmeisterschaften in Doha seinen Vorlauf nicht beenden. 2021 wurde er in 8:11,65 min Dritter bei der Golden Gala Pietro Mennea und siegte kurz darauf in 8:31,50 min bei den Arabischen Meisterschaften in Radès. Ende Juli startete er bei den Olympischen Sommerspielen in Tokio und klassierte sich dort mit 8:23,56 min im Finale auf dem 13. Platz. 
2022 belegte er bei den Afrikameisterschaften in Port Louis in 8:29,91 min den vierten Platz. Anschließend gewann er bei den Mittelmeerspielen in Oran in 8:23,85 min die Silbermedaille hinter dem Algerier Bilal Tabti. Im Juli kam er bei den Weltmeisterschaften in Eugene im Vorlauf nicht ins Ziel, wie anschließend auch bei den Islamic Solidarity Games in Konya. Im Jahr darauf siegte er in 8:15,73 min beim Gyulai István Memorial und gewann dann bei den Spielen der Frankophonie in Kinshasa in 8:55,37 min die Silbermedaille hinter Mohamed Ismail Ibrahim aus Dschibuti. Daraufhin schied er bei den Weltmeisterschaften in Budapest mit 8:20,67 min im Vorlauf aus. 2024 kam er bei den Afrikaspielen in Accra im Hindernislauf nicht ins Ziel und im August gelangte er bei den Olympischen Sommerspielen in Paris mit 8:14,82 min im Finale auf den zwölften Platz.
In den Jahren 2018 und 2021 wurde Tindouft marokkanischer Meister im 3000-Meter-Hindernislauf.

## Persönliche Bestleistungen
- 3000 Meter: 7:38,92 min, 5. September 2021 in Chorzów
  - 3000 Meter (Halle): 7:44,63 min, 12. Februar 2022 in Metz
- 3000 m Hindernis: 8:10,62 min, 5. August 2024 in Paris